# 了善寺 (市川市)
了善寺（りょうぜんじ）は、千葉県市川市にある浄土真宗本願寺派の寺院。

## 歴史
1468年（応仁2年）、慈縁によって開山された。慈縁は俗名「吉田佐太郎」といい、先祖の吉田源五左エ門は浄土真宗宗祖親鸞の東国巡錫の際に、自らの屋敷に泊まらせていた。佐太郎もまた親鸞の子孫である蓮如に帰依することになった。その仏縁により新たに寺を創設することになった。
現在の本堂は2019年（平成31年）4月に建てられたものである。

## 交通アクセス
- 南行徳駅より徒歩12分。